# Грандін (Північна Дакота)
Грандін (англ. Grandin) — місто (англ. city) в США, в округах Кесс і Трейлл штату Північна Дакота. Населення — 186 осіб (2020).

## Географія
Грандін розташований за координатами 47°14′12″ пн. ш. 97°0′11″ зх. д. / 47.23667° пн. ш. 97.00306° зх. д. (47.236689, -97.002980).  За даними Бюро перепису населення США в 2010 році місто мало площу 0,44 км², уся площа — суходіл. В 2017 році площа становила 0,46 км², уся площа — суходіл.

## Демографія
Згідно з переписом 2010 року, у місті мешкали 173 особи в 72 домогосподарствах у складі 50 родин. Густота населення становила 396 осіб/км².  Було 77 помешкань (176/км²).
Расовий склад населення:
| - 95,4 % — білих - 1,7 % — корінних американців - 1,2 % — осіб інших рас |

До двох чи більше рас належало 1,7 %. Частка іспаномовних становила 2,3 % від усіх жителів.
За віковим діапазоном населення розподілялося таким чином: 23,1 % — особи молодші 18 років, 68,2 % — особи у віці 18—64 років, 8,7 % — особи у віці 65 років та старші. Медіана віку мешканця становила 38,7 року. На 100 осіб жіночої статі у місті припадало 121,8 чоловіків;  на 100 жінок у віці від 18 років та старших — 114,5 чоловіків також старших 18 років.
Середній дохід на одне домашнє господарство  становив 65 503 долари США (медіана — 60 208), а середній дохід на одну сім'ю — 71 770 доларів (медіана — 61 875). За межею бідності перебувало 0,9 % осіб, у тому числі 0,0 % дітей у віці до 18 років та 0,0 % осіб у віці 65 років та старших.
Цивільне працевлаштоване населення становило 120 осіб. Основні галузі зайнятості: виробництво — 41,7 %, сільське господарство, лісництво, риболовля — 10,0 %, роздрібна торгівля — 9,2 %, фінанси, страхування та нерухомість — 9,2 %.